# 사와라정 (후쿠오카현)
사와라정(早良町)은 후쿠오카현 사와라군에 설치되었던 정이다. 1975년 3월 1일, 후쿠오카시에 편입과 함께 사와라군이 소멸하였다. 

## 지리
후쿠오카시의 남서쪽에 인접해 있던 마을로, 현재의 후쿠오카시 사와라 구 중앙부에서 남부까지의 지역을 정역으로 하고 있었다.정역 북부에서 후쿠오카시와 접하고 남부에서는 사가현과 현 경계를 이루고 있었다. 정역의 중심부는 후쿠오카시와 가깝고 후쿠오카 평야의 끝부분에 해당하는 정역 북부의 히가시이리베 지구였지만, 정역 중앙부의 우치노 지구, 와키야마 지구에도 취락이 있었다.현재는 동입부 지구는 주택 개발이 진행되어 내야 지구에서도 간선 도로를 따라 단독 주택지 개발이 이루어지고 있다.

## 행정

### 사무소
동사무소는 현재 후쿠오카 시 사와라 구청 이리베 출장소로 업무를 보고 있다.

## 교통

### 버스
- 서일본 철도 (니시테쓰 버스)
- 쇼와 자동차 (쇼와 버스)

### 도로

#### 일반 국도
- 국도 제263호선 (일본)(일본어판)